# Portbou
Portbou est une commune espagnole du nord de la Catalogne, sur la mer Méditerranée. Elle est située dans la province de Gérone, dans la comarque la plus septentrionale de l'Alt Empordà.

## Géographie

### Localisation
Portbou se situe à l'extrême nord-est de la comarque de l'Alt Empordà, au point le plus oriental de la frontière franco-espagnole, sur le littoral méditerranéen.

### Communes limitrophes
| Banyuls-sur-Mer (fr) | Cerbère (fr) |                  |
| Colera               | Portbou      | Mer Méditerranée |
|                      | Colera       |                  |

### Géologie et relief
Le littoral de Portbou est constitué d'une série de plages, propices à la plongée sous-marine :
- la plage del Pi (Platja del Pi) ;
- les trois petites plages (Les tres platjetes) ;
- la plage principale (Platja Gran) ;
- la plage du Claper (Platja del Claper).

### Voies de communication et transports
La gare de Portbou constitue toujours aujourd'hui un relais important dans le transit ferroviaire entre la France et l'Espagne.
Portbou abrite également un port de plaisance de 297 anneaux, inauguré en 2002.

## Toponymie
Étymologiquement, « Portbou » signifie « port de pêcheurs » ; bou peut désigner à la fois les barques de pêche typiques, mais aussi, en catalan, un chalut-bœuf, un grand filet de pêche que des bateaux traînent sur le sable le long des côtes (l'art de ròssec ou bou), ou encore un bœuf, animal utilisé pour tirer les barques.
Ses habitants sont appelés les portbouencs.

## Histoire

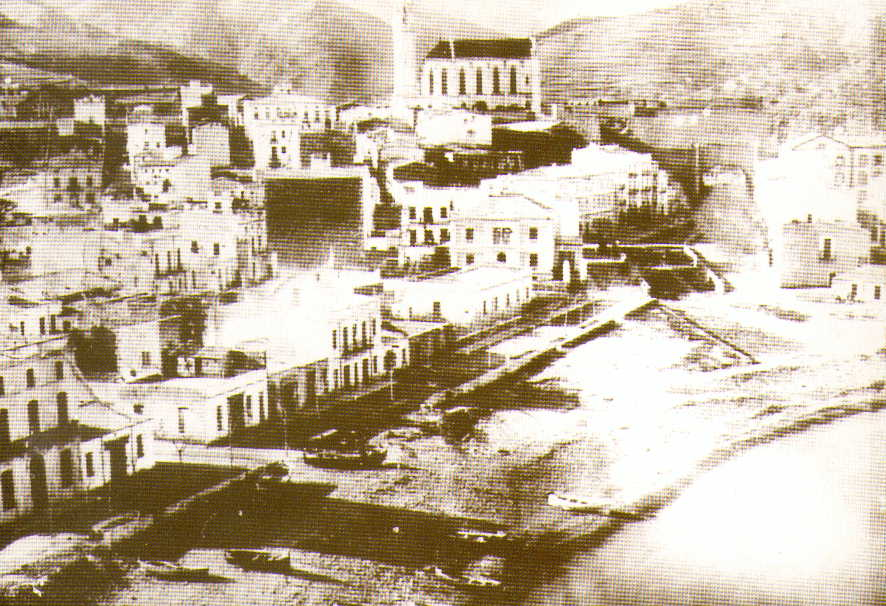
Portbou en 1890

Les premières mentions de Portbou datent du Xe siècle quand l'abbaye Saint-Cyr de Colera y avait droit de pêche. Plus tard, au XVIIIe siècle, le monastère de Sant Pere de Besalú détient désormais le droit de pêche et sollicite la permission du roi Charles IV pour peupler la montagne de Portbou.
Une des dates les plus importantes de l'histoire de Portbou est sans doute 1872, année de l'inauguration de la voie ferrée. La douane s'établit dans la ville, entraînant une augmentation importante de la population portbouenque. En 1885, Portbou devient la capitale du district de Colera, dont il se sépare en 1934 pour former une commune à part entière.

## Population et société

### Démographie
| 1887  | 1900  | 1910  | 1920  | 1930  | 1940  | 1950  | 1960  | 1970  |
| ----- | ----- | ----- | ----- | ----- | ----- | ----- | ----- | ----- |
| 2 605 | 2 581 | 3 116 | 3 475 | 3 976 | 2 028 | 2 033 | 2 236 | 2 360 |

| 1981  | 1990  | 1992  | 1994  | 1996  | 1998  | 2000  | 2002  | 2004  |
| ----- | ----- | ----- | ----- | ----- | ----- | ----- | ----- | ----- |
| 2 285 | 1 957 | 1 904 | 1 818 | 1 614 | 1 590 | 1 511 | 1 443 | 1 365 |

| 2006  | 2008  | 2012  | 2015  | 2018  | 2022  | - | - | - |
| ----- | ----- | ----- | ----- | ----- | ----- | - | - | - |
| 1 347 | 1 306 | 1 296 | 1 167 | 1 077 | 1 090 | - | - | - |

## Politique et administration
La commune est dirigée par un conseil municipal de neuf membres, élus pour un mandat de quatre ans, qui à leur tour élisent le maire.
À la suite des élections du 28 mai 2023, la liste Sumem per Portbou détient la majorité absolue avec six sièges et Junts est dans l'opposition avec trois sièges. Élu à l'âge de dix-neuf ans, Gael Rodríguez est le plus jeune maire en Espagne.
| Période | Période  | Identité             | Étiquette | Qualité                |
| ------- | -------- | -------------------- | --------- | ---------------------- |
| 1991    | 1999     | Paco Martínez        |           | Ancien footballeur     |
| 1999    | 2011     |                      |           |                        |
| 2011    | 2018     | Josep Lluís Salas    | PDeCat    |                        |
| 2018    | 2019     | Trino Martínez       |           |                        |
| 2019    | 2023     | Xavi Barranco Angulo | Junts     | Inspecteur d'éducation |
| 2023    | En cours | Gael Rodríguez       |           |                        |

### Manifestations culturelles et festivités
- la Fête principale (Festa major) dure traditionnellement trois jours, dont le 25 juillet, et se termine par un correfoc, fête populaire typiquement catalane. La manifestation consiste à éviter le « feu » (pétards siffleurs adaptés) lancé par des figurants déguisés en diables.
- La Nuit de la Saint-Jean se déroule le 23 juin.

## Culture locale et patrimoine

### Lieux et monuments
- Un monument appelé Passagen a été érigé en l'honneur de Walter Benjamin, décédé à Portbou, par l'artiste Dani Karavan.
- Le cimetière est accroché à la mer, les premières pierres tombales datent du XVIIIe siècle et l'on y trouve diverses plaques commémoratives dédiées à Walter Benjamin.
- L'église néo-gothique de Sainte-Marie (la seule église néo-gothique de la région) a été érigée en 1878 par Joan Martorell. La statue de sainte Marie est l'œuvre de Frederic Marès i Deulovol, fils prodige de la ville de Portbou.
- Le centre civique est un ancien bâtiment douanier ; ce bâtiment à l'architecture quelque peu particulière est aujourd'hui le centre culturel de Portbou.
- Le port de Portbou est le port sud-catalan situé le plus au nord. Inauguré en 2002, c'est un petit port de plaisance moderne (Portbou ne compte plus de bateaux de pêche, alors que la pêche a été à l'origine de la naissance du village).
- La gare internationale avec son architecture particulière.

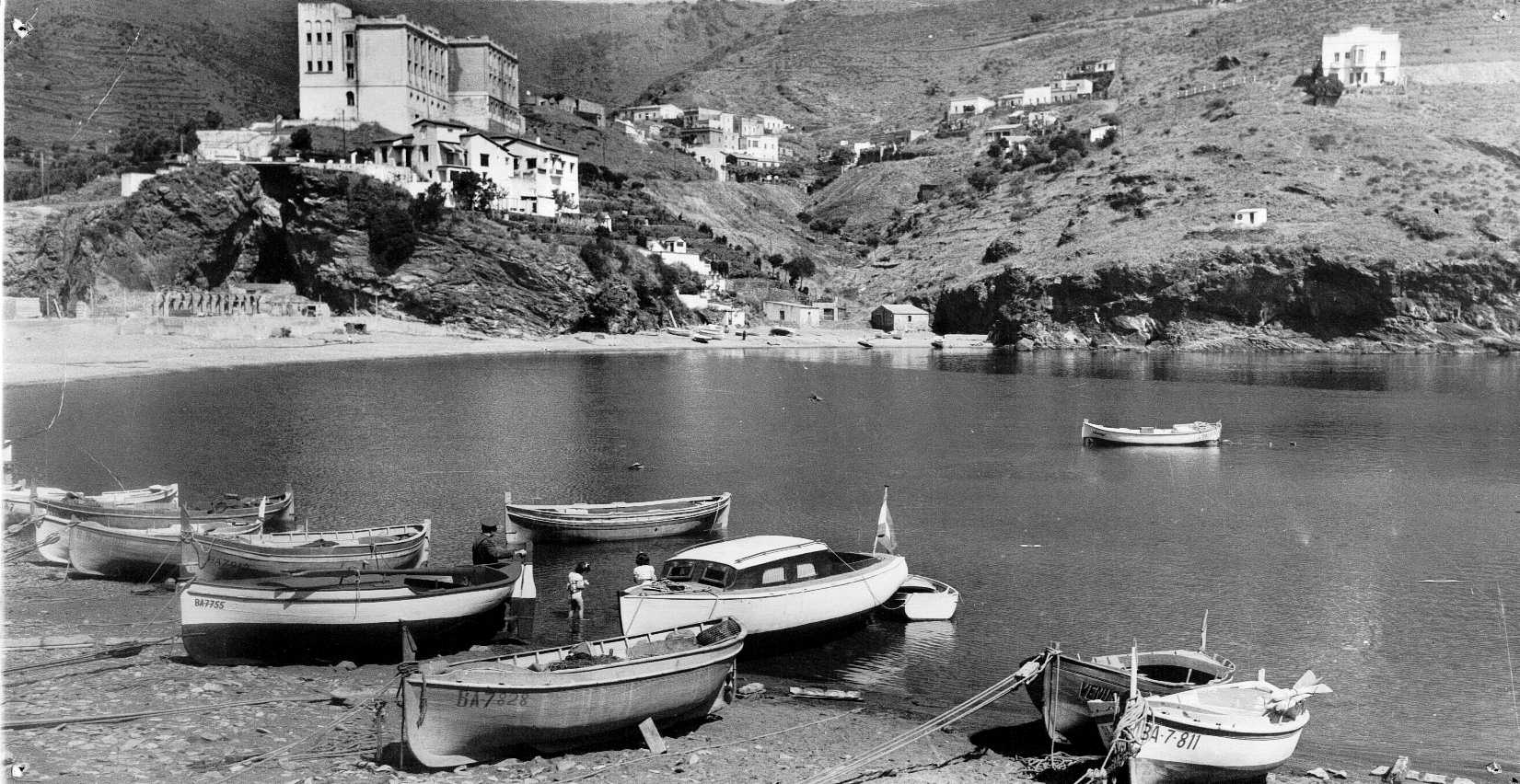
Les anciennes écoles de Portbou (1936).
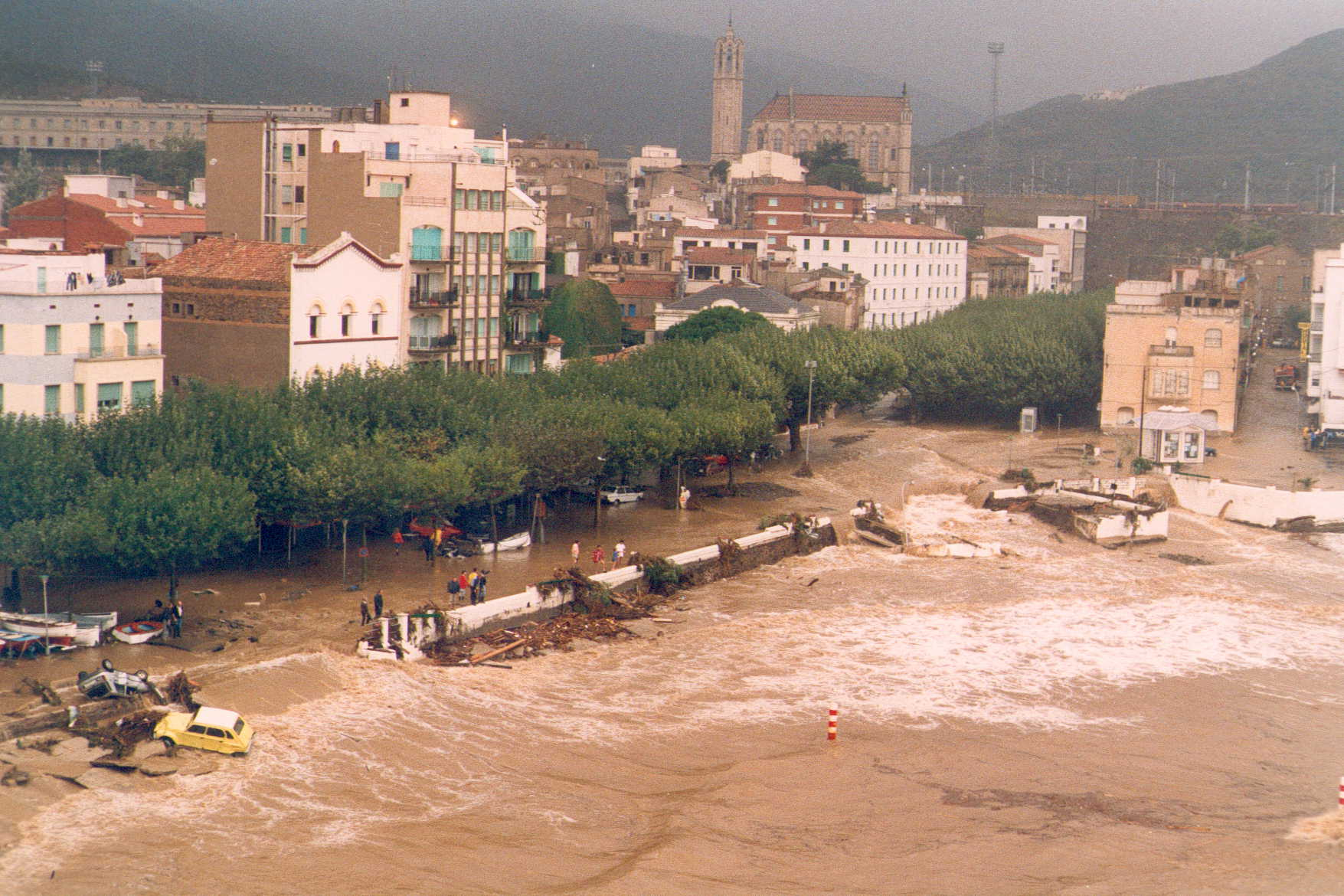
Portbou (1988).
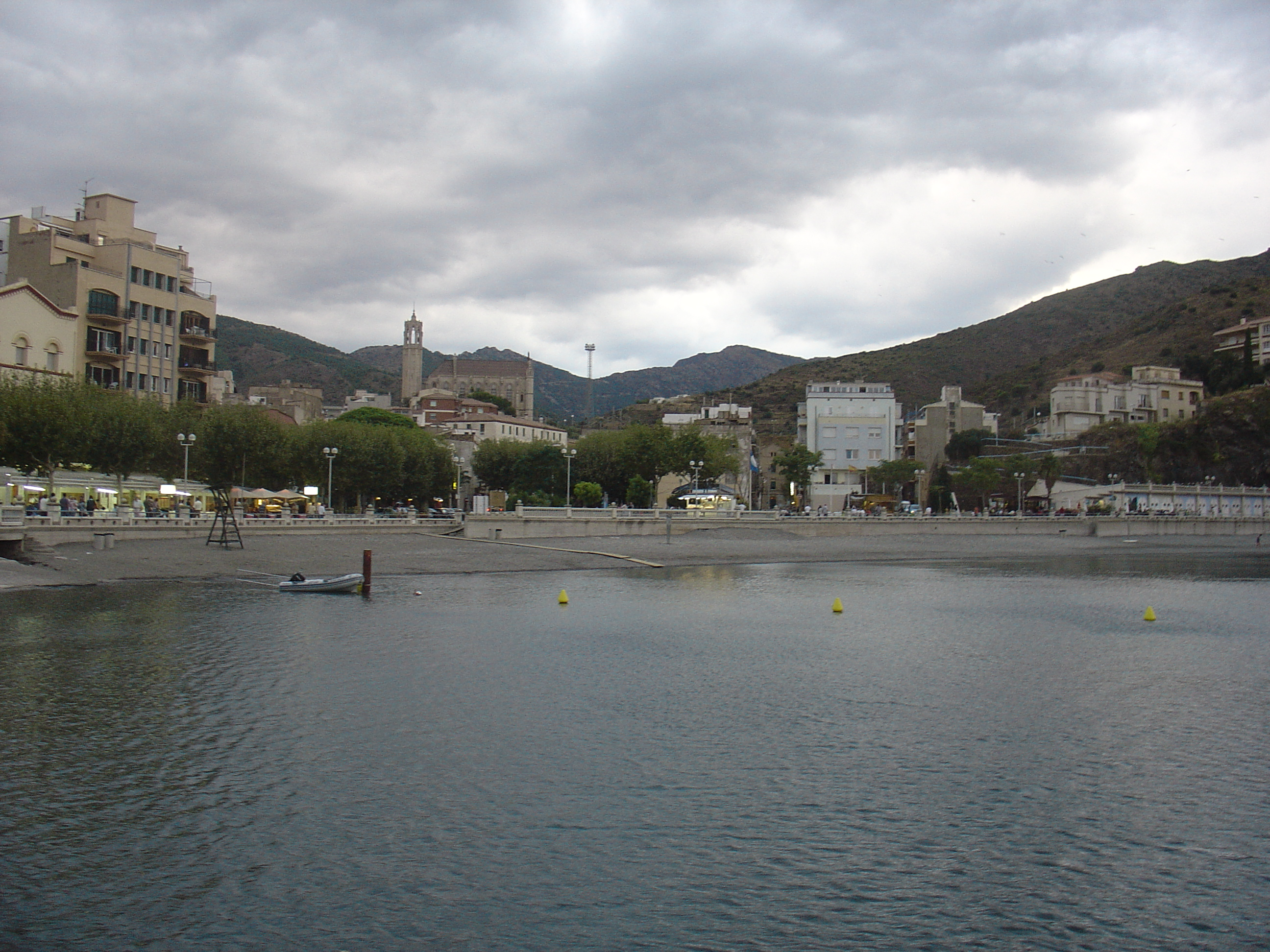
Portbou, fin août 2006.
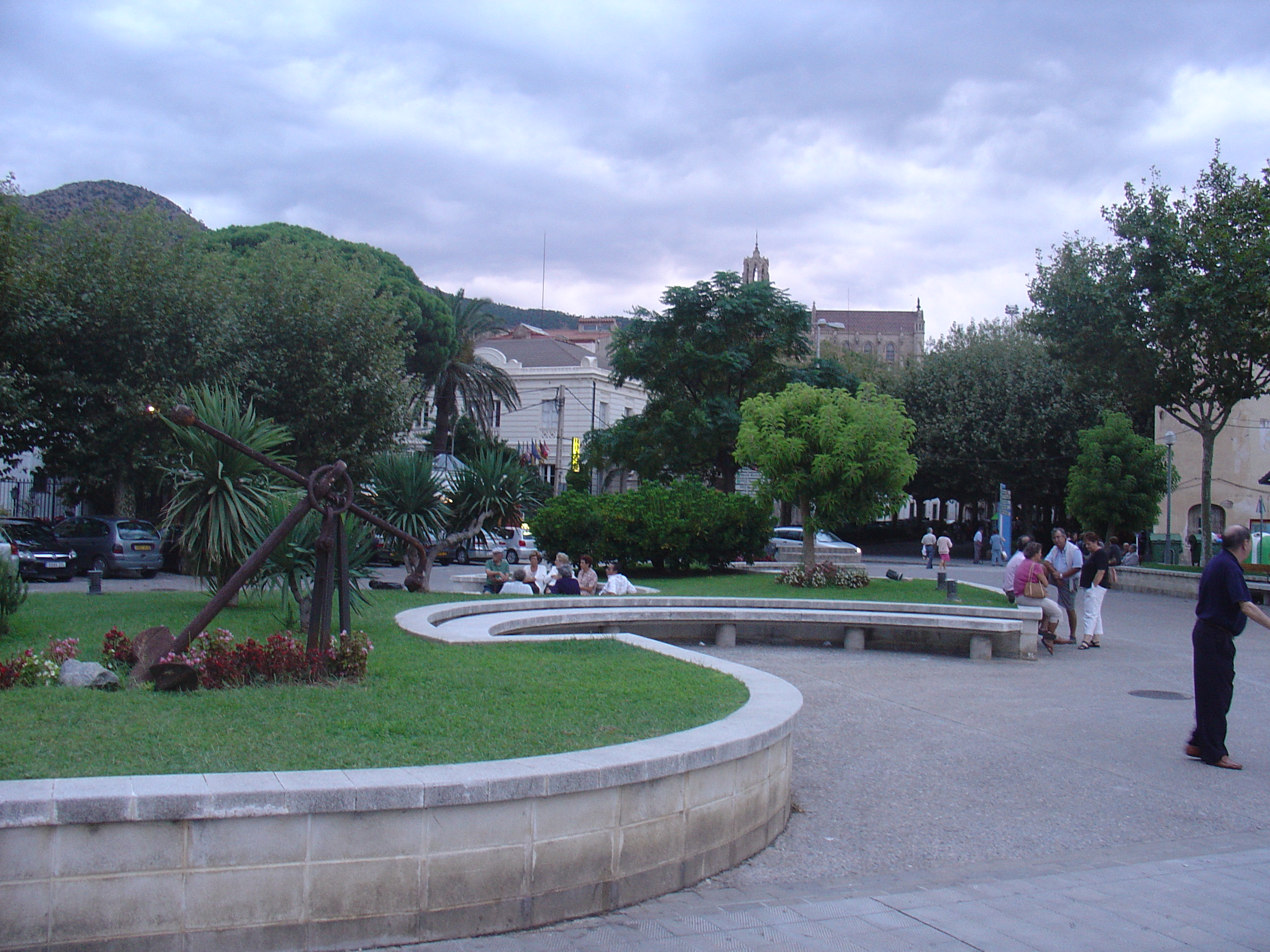
Rambla petita ou passeig (août 2006).
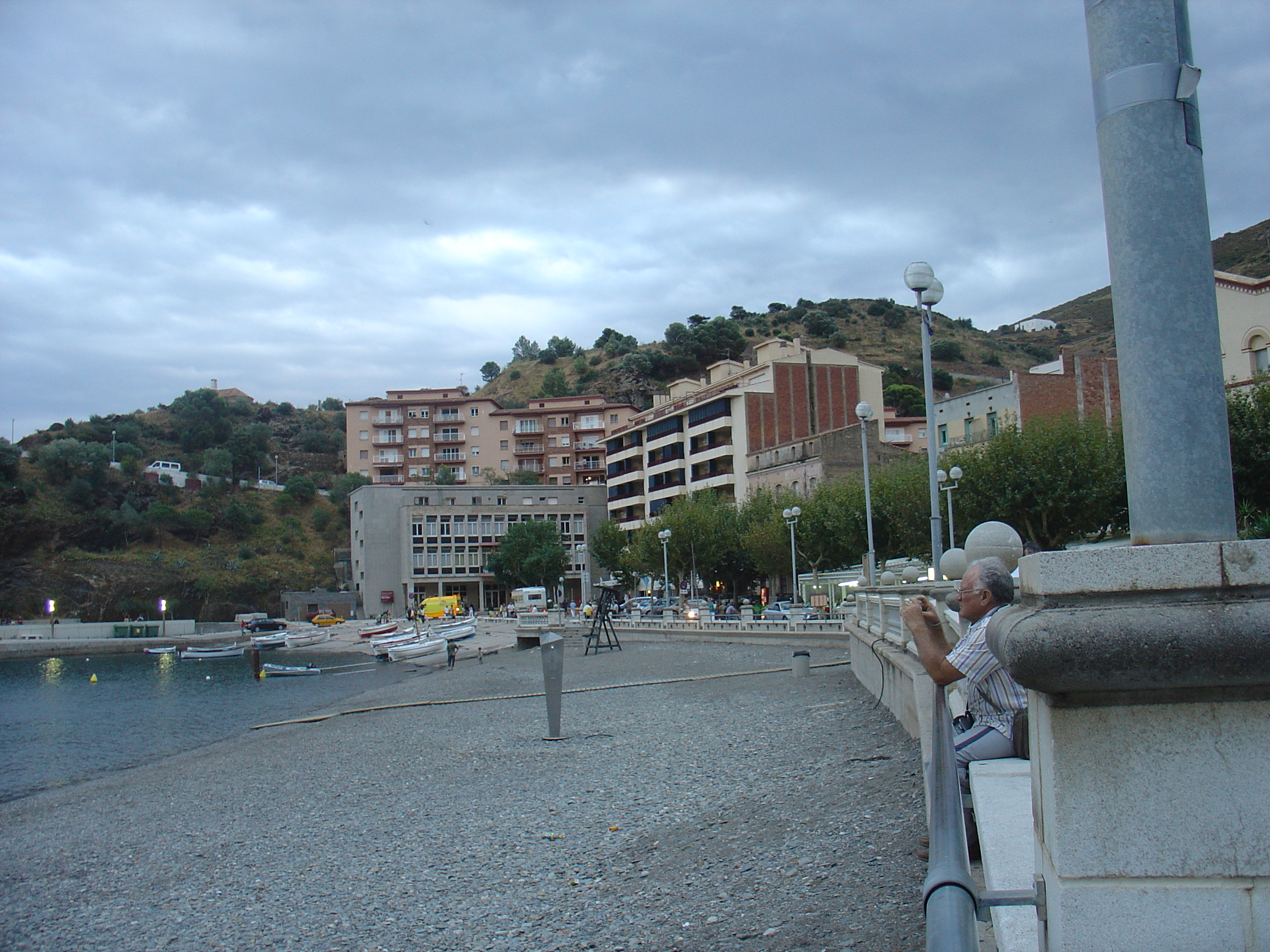
Portbou, plage principale (2006).
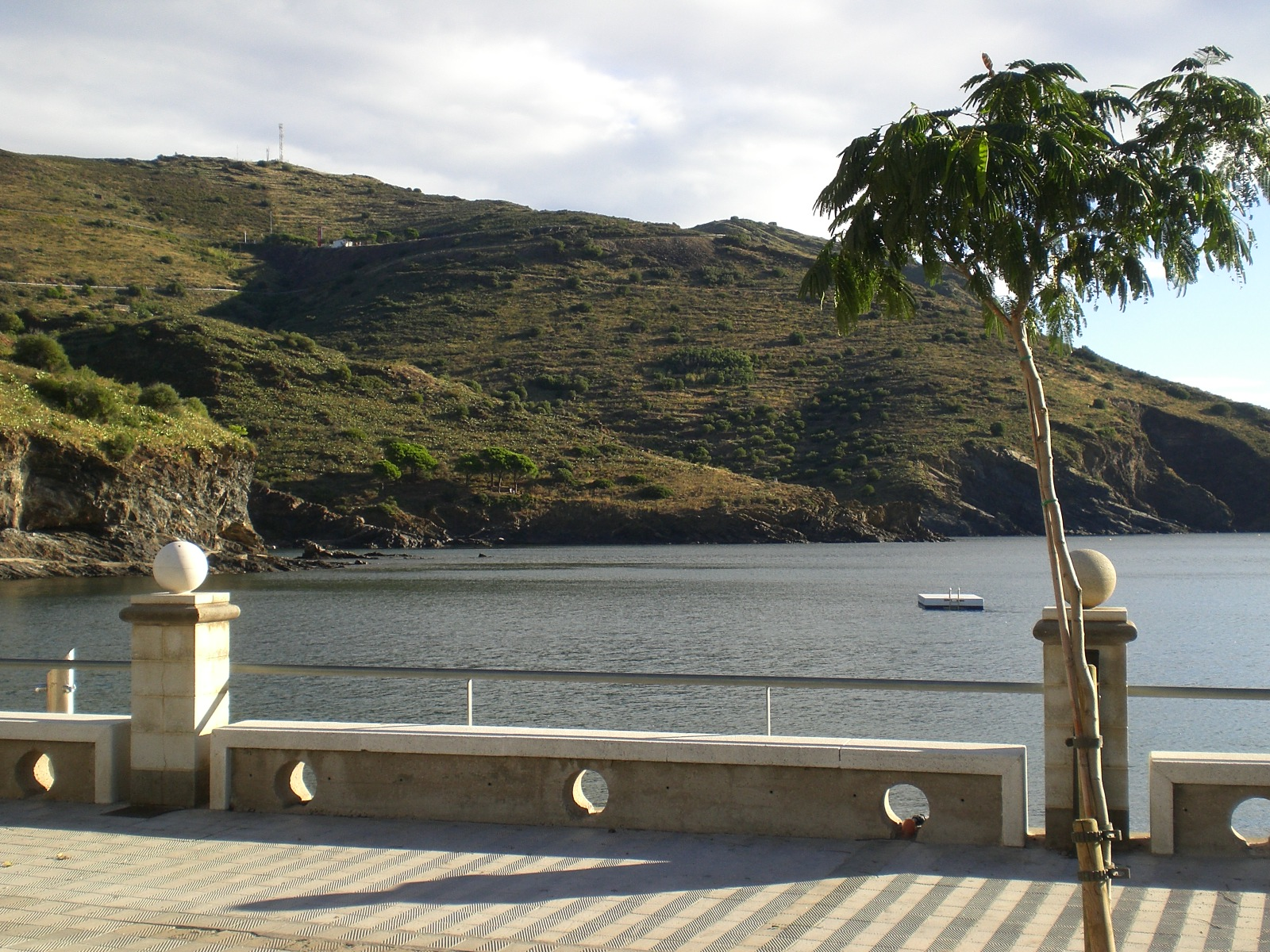
Portbou (2010).
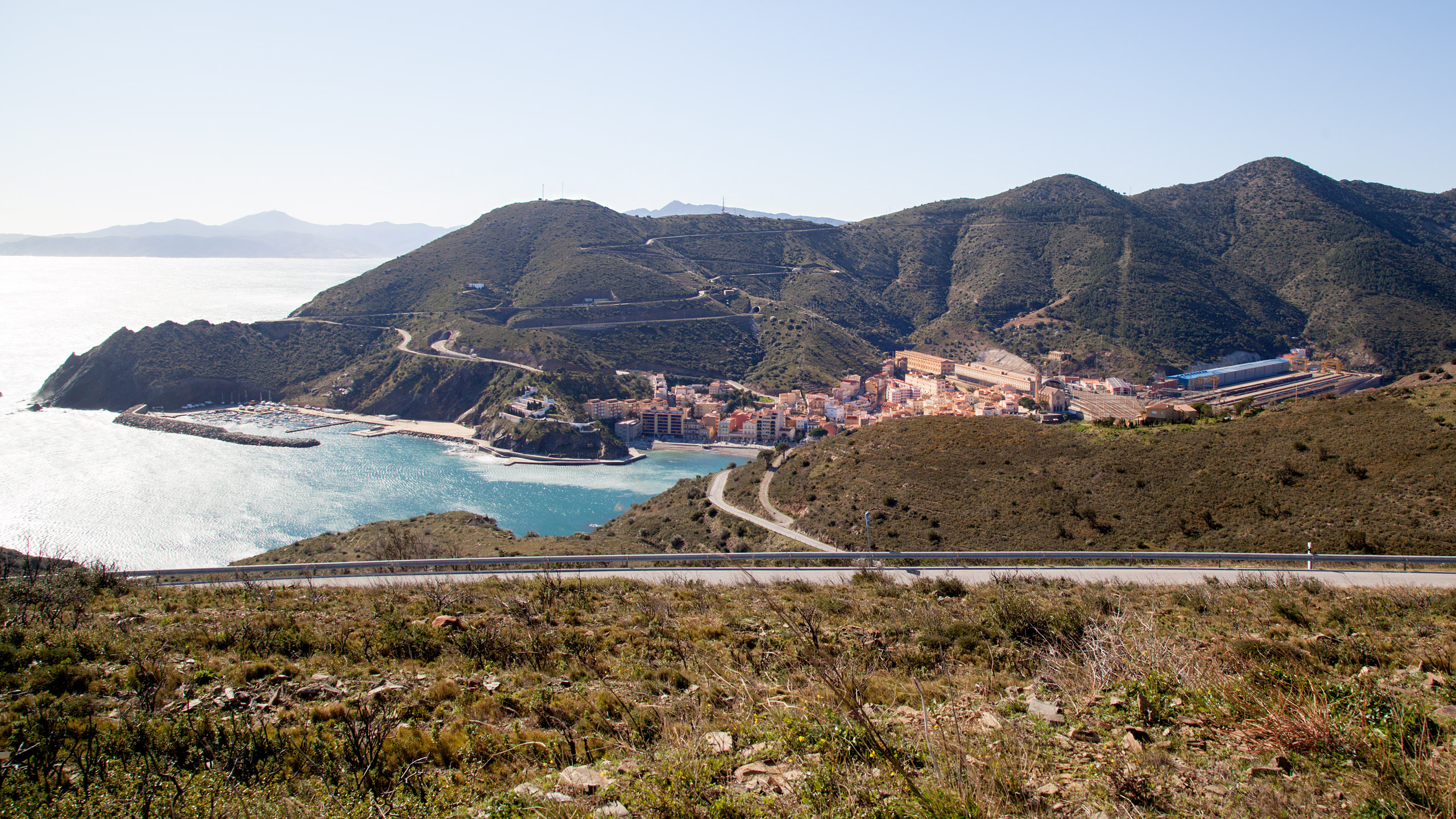
Portbou vue du col des Balistres
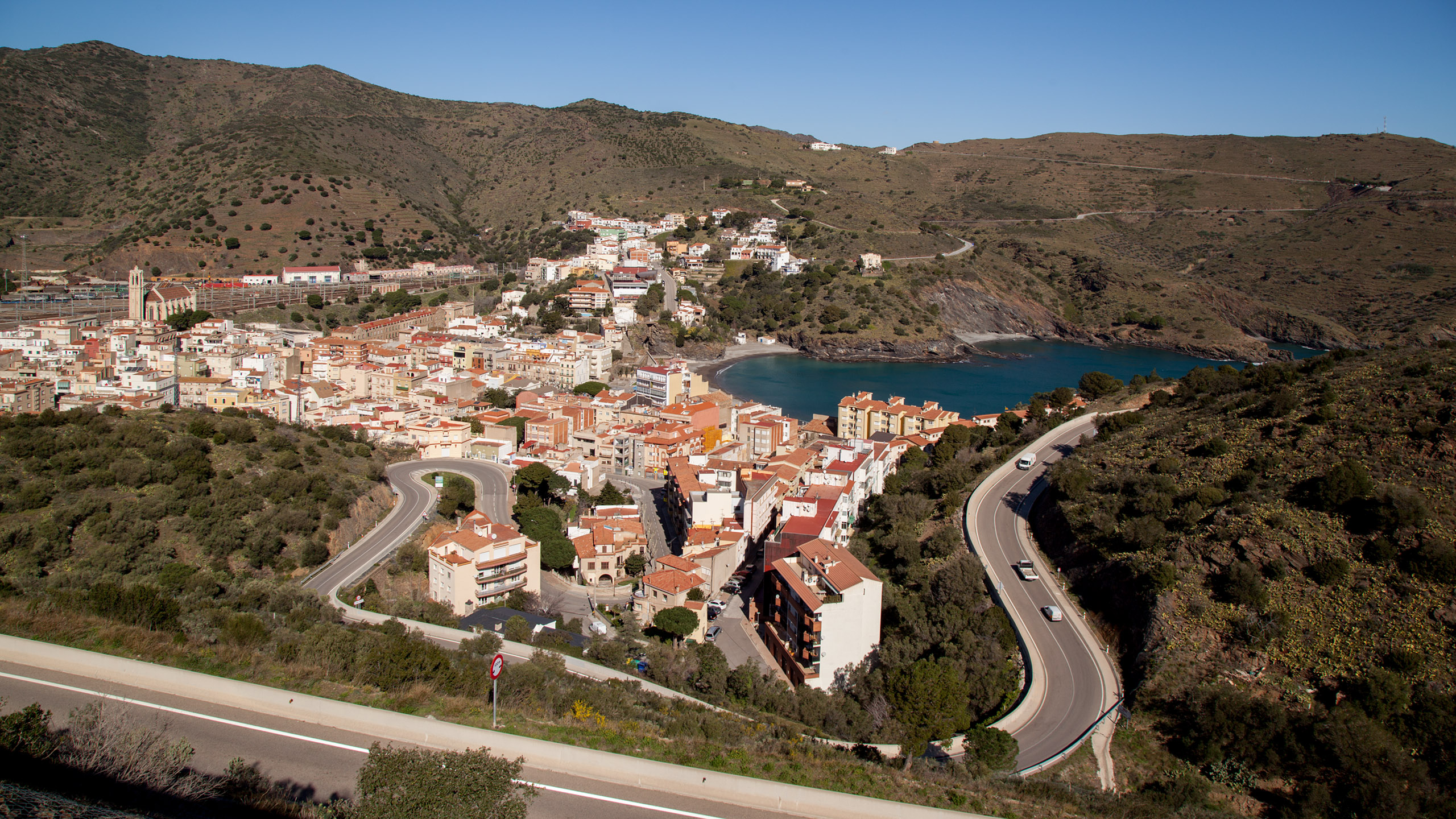
Portbou vue du col del Frare
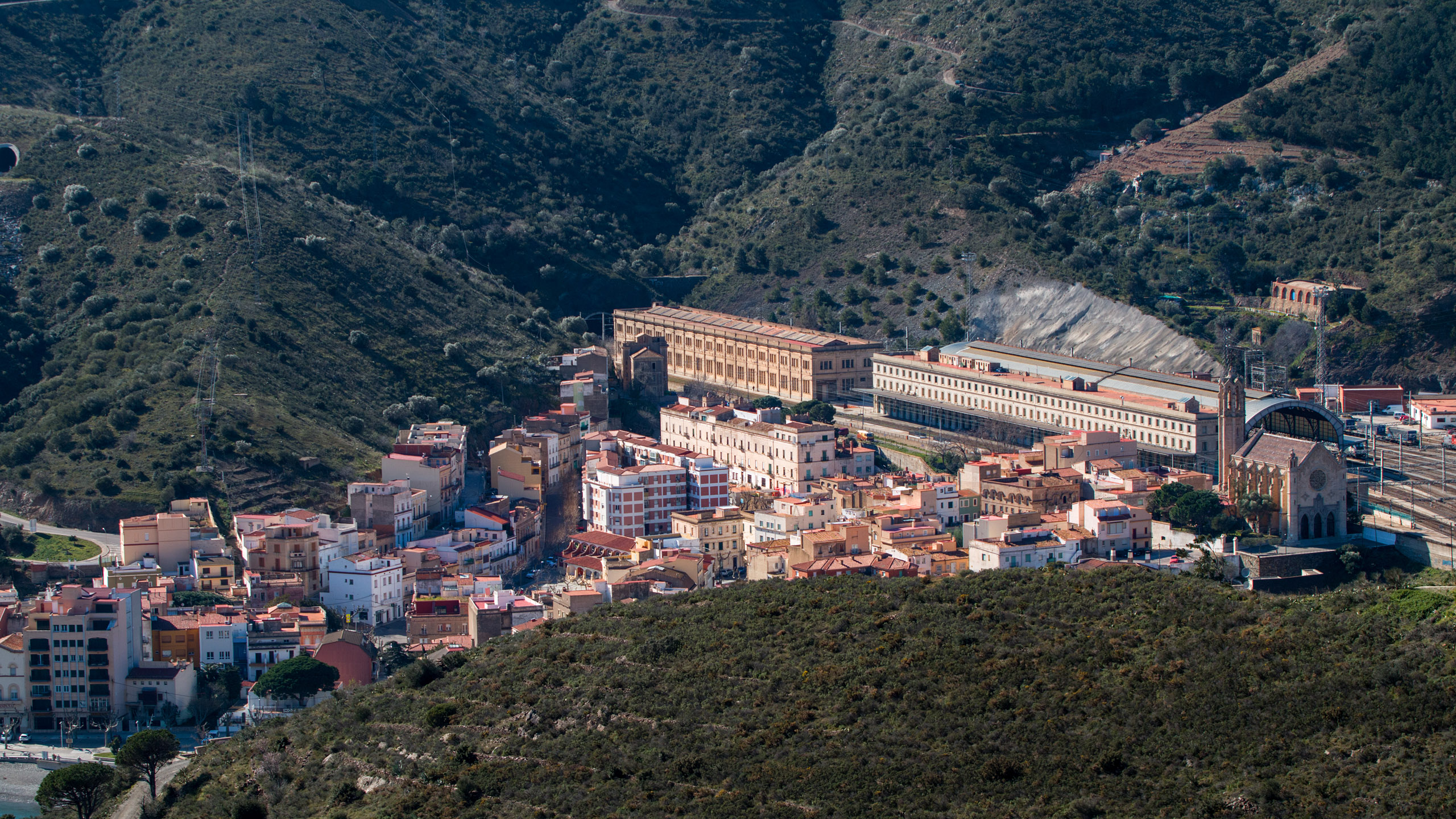
La gare internationale
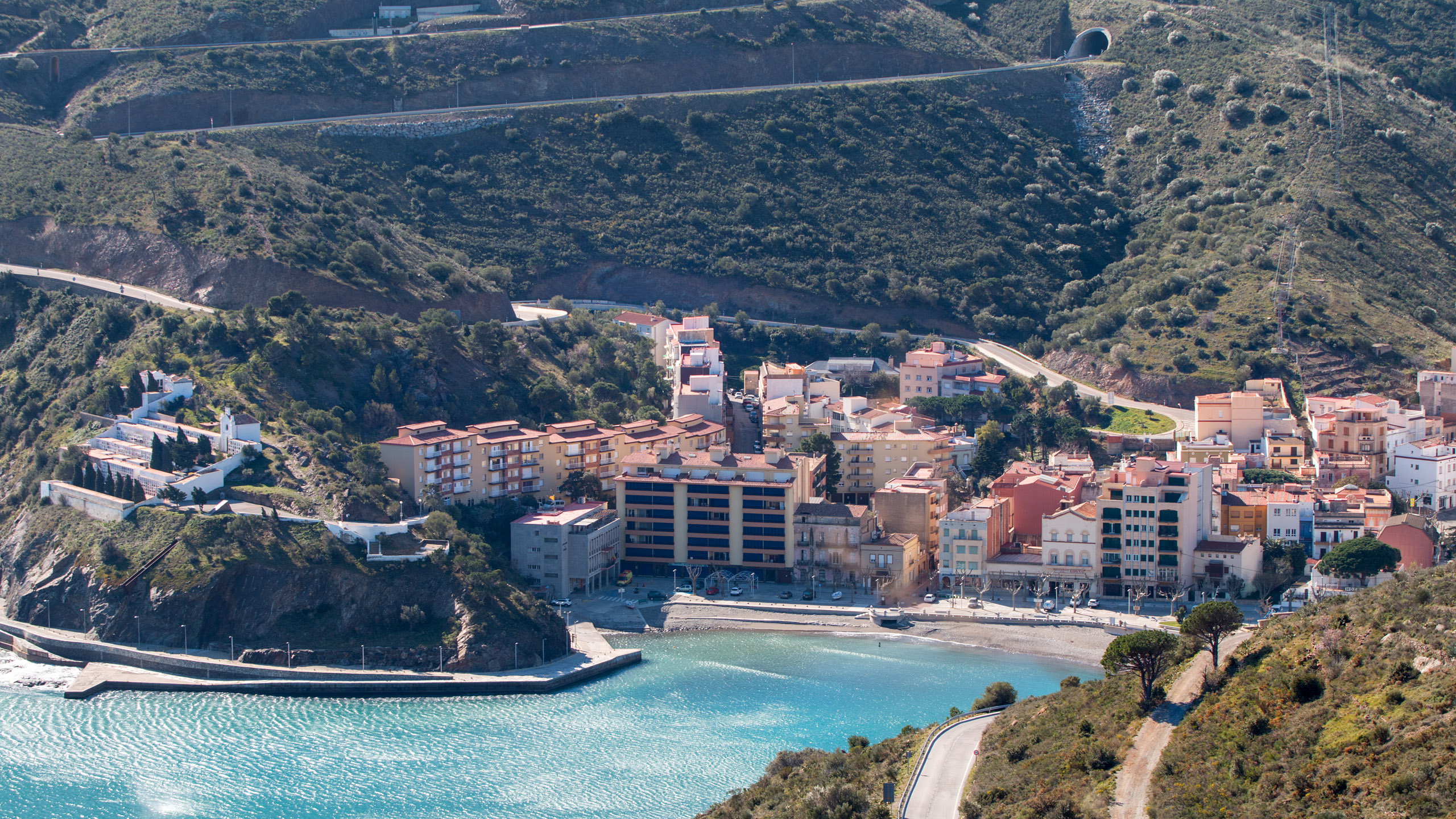
Badia de Portbou 2015
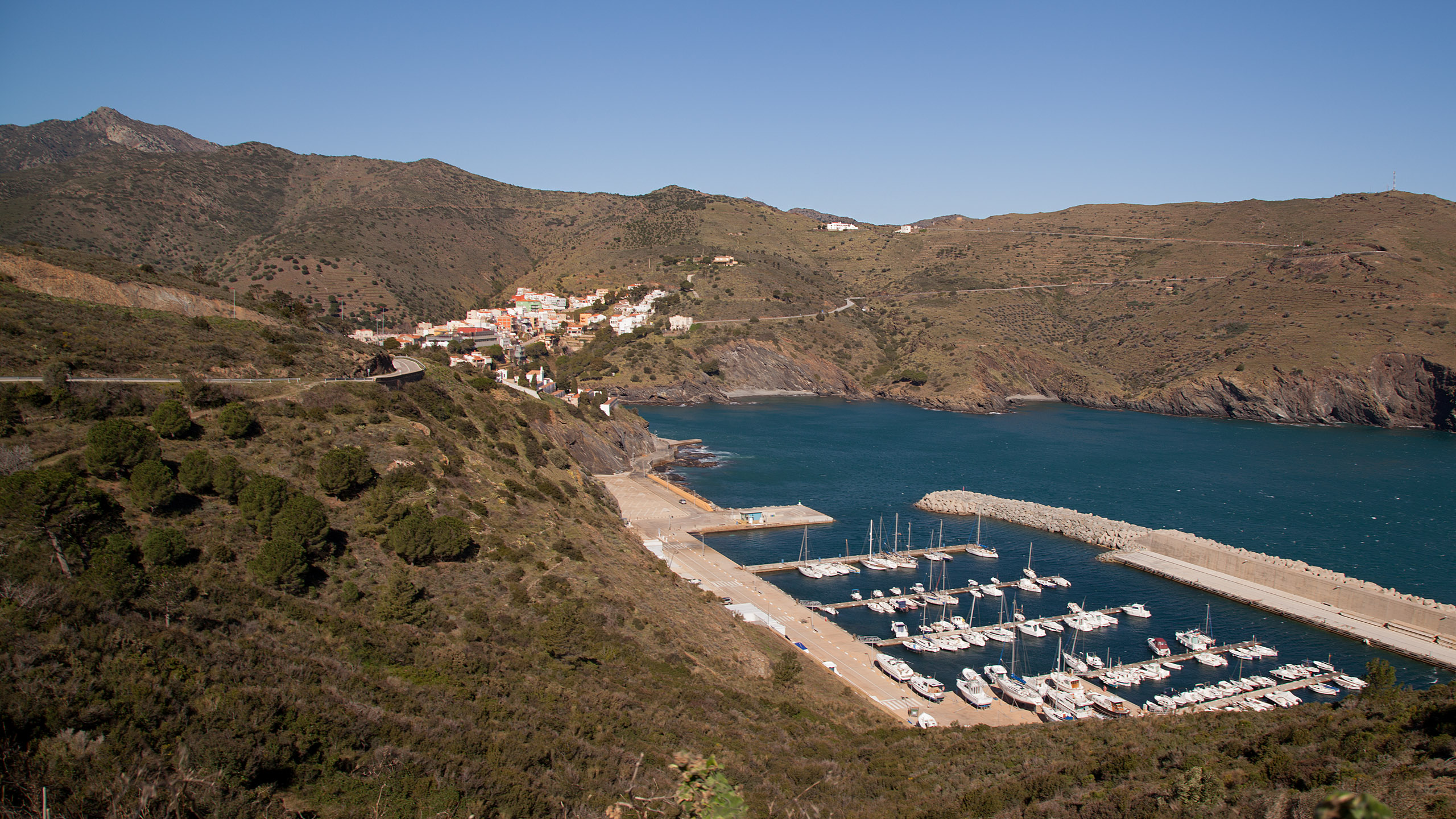
Le port

### Personnalités liées à la commune
- Henri Abbadie (1885-1943), résistant français né à Portbou.
- Walter Benjamin (1892-1940), philosophe allemand mort à Portbou.
- Frederic Marès i Deulovol (1893-1991), sculpteur né à Portbou, dont certaines des œuvres sont présentes dans le village.
- Ángeles Santos Torroella (1911-2013), artiste peintre née à Portbou.
- Paco Martínez (né en 1954), ancien footballeur et maire de Portbou.

### Blason et logotype
Le logo de Portbou, sur lequel sont représentés deux « bous » (Bateaux typiques de la région) arrivant au port, est quasiment resté inchangé depuis plus d'un siècle. Ci-dessous : Différentes versions du logo et blason de Portbou.

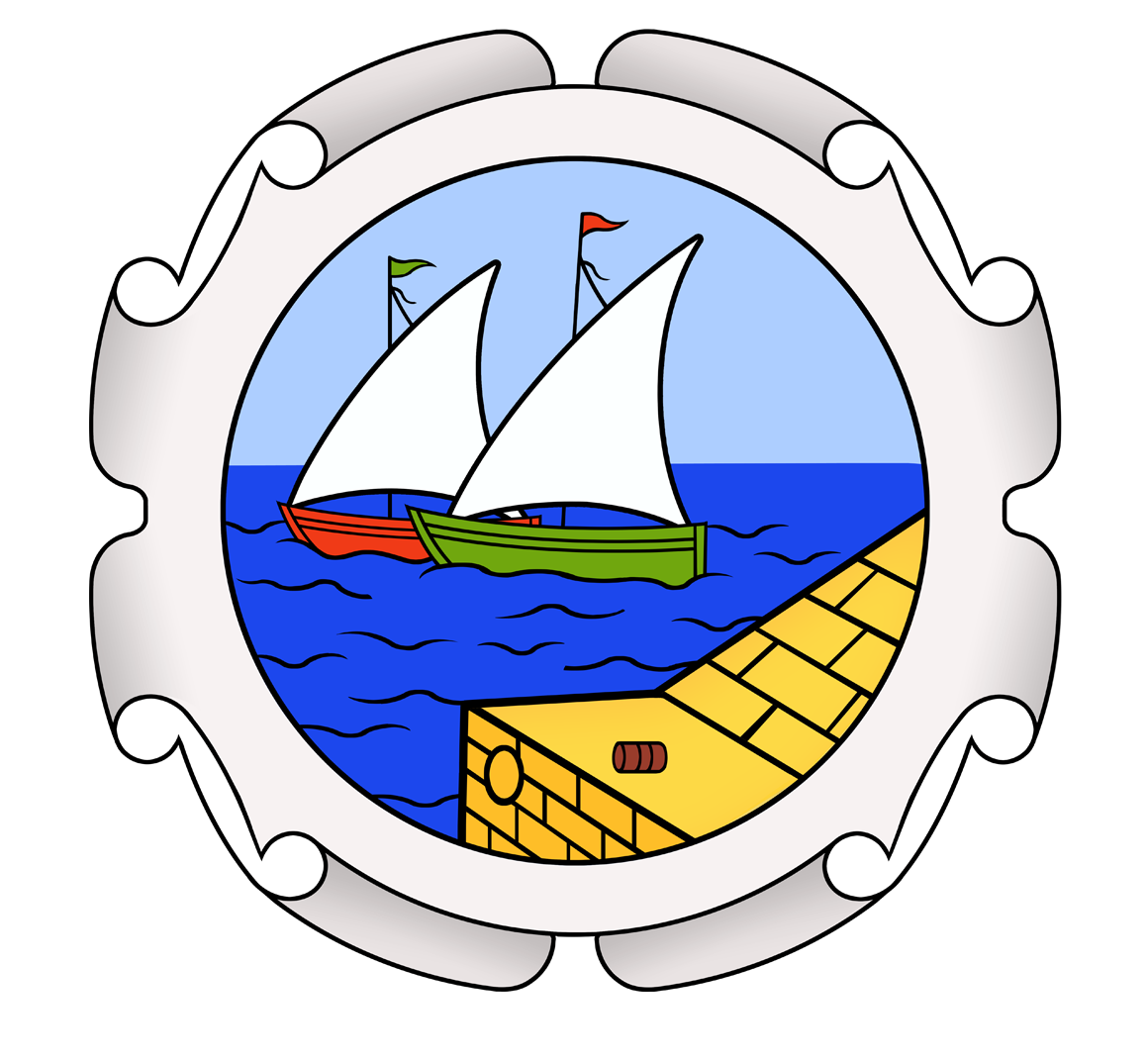
Ancien logo Utilisé à partir des années 1960.
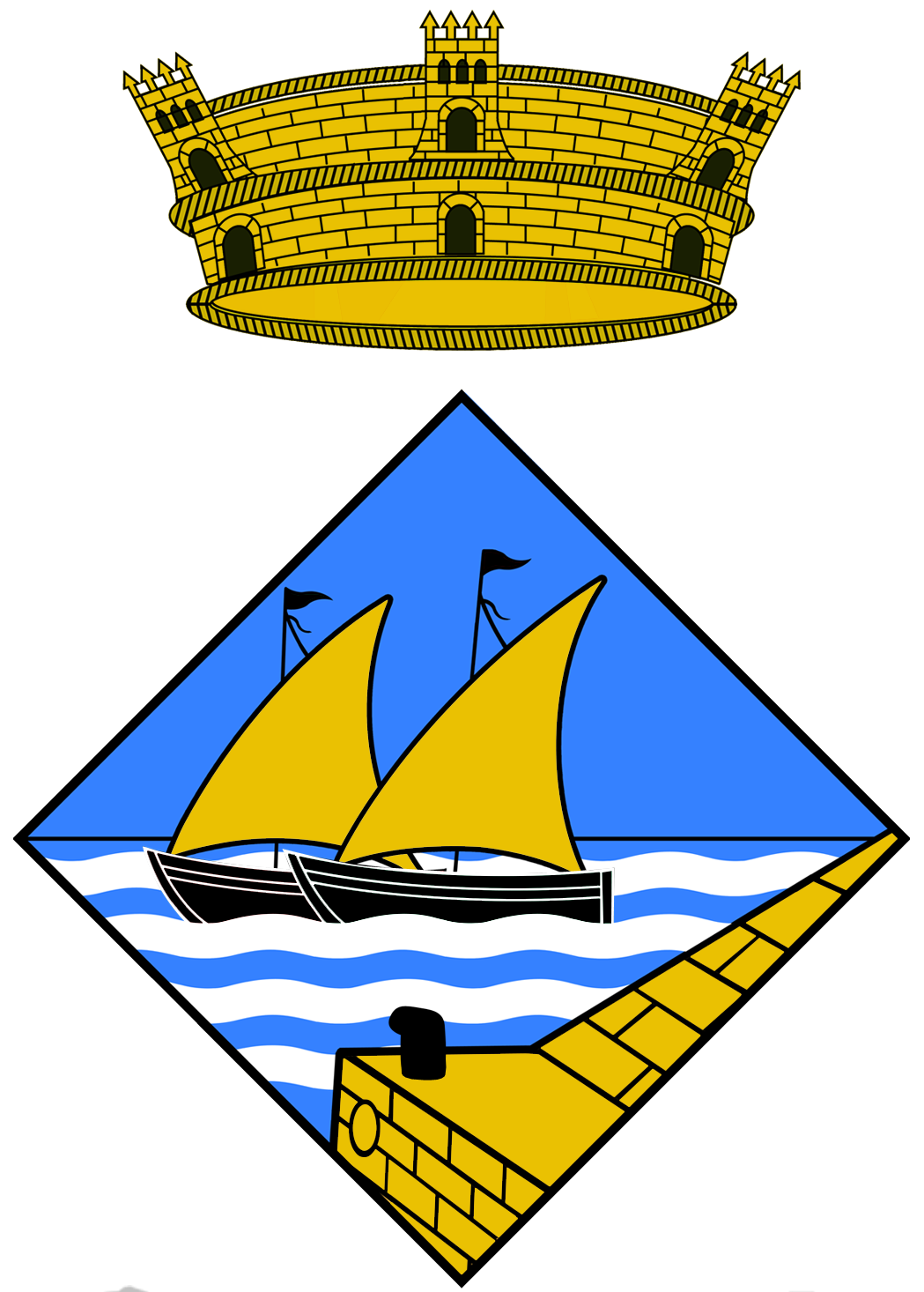
Blason de Portbou Blason de Portbou officiel depuis 2006
Logo vectorisé Logo officiel de Portbou vectorisé monochrome